# لوان ماهارادزه
لوان ماهارادزه (اوکراینی: Леван Шалвович Махарадзе؛ زادهٔ ۱۴ اوت ۱۹۹۳) بازیکن فوتبال اهل اوکراین است.
از باشگاه‌هایی که در آن بازی کرده‌است می‌توان به باشگاه فوتبال اسکونتو اشاره کرد.